# Old Skull
Old Skull war eine US-amerikanische Hardcore-Punk-Band aus Madison, Wisconsin, die im Jahr 1989 gegründet wurde und sich 1992 auflöste. Aufgrund des geringen Alters der Bandmitglieder gilt die Gruppe als eine der jüngsten Punkbands überhaupt.

## Geschichte
Die Band wurde im Jahr 1989 gegründet und bestand anfangs aus drei neun- bis zehnjährigen Jungen: J.P. Toulon als Gitarrist und Sänger, sein Bruder Jamie Toulon als Keyboarder und Jesse Collins-Davies als Schlagzeuger. Produzent war Vern Toulon, Vater der Toulon-Brüder. Vern Toulon war Mitglied der Punk-Szene in Madison und hatte  einige Zeit in New York City verbracht, wo er zeitweise Gitarrist der Industrial-Band Missing Foundation war. Jesse Collins-Davies war der Sohn von Robin Davies, Mitglied der Punkband Tar Babies aus Madison, die eine Albumveröffentlichung bei SST Records vorweisen konnte.
Old Skull erreichte einen Vertrag bei Restless Records, wo zwei Alben erschienen. Im Gründungsjahr erschien das Debütalbum Get outta School. Beim zweiten Alben C.I.A. Drug Fest, das 1992 erschien, waren die Mitglieder zwölf Jahre alt, wobei sich die Besetzung verändert hatte. J.P. Toulon wechselte zum Schlagzeug, während sein Bruder Jamie den Bass spielte und zusätzlich gelegentlich auch sang. Als weitere Mitglieder kamen die Brüder Chris (Gesang) und Josh Scott (E-Gitarre) hinzu. Das Album enthielt neben neuen Liedern auch neu aufgenommene Versionen der Lieder Kick Ass und Homeless. Die Band konnte auf eine kurze Tour durch Japan gehen und wurde auch auf MTV gespielt, ehe sie sich 1992 auflöste. In ihrer Karriere konnte die Band auch als Vorgruppe für Bands wie Gwar, The Flaming Lips und Sonic Youth spielen.
Produzent Vern Toulon war in der Dokumentation Streets without Cars zu sehen, ehe er am 31. Mai 2001 im Alter von 46 Jahren verstarb. 2005 reformierte sich die Band für einen Auftritt im New Yorker CBGB’s als Vorband von The Exploited. Am 11. November 2010 starb J.P. Toulon, ehe am 12. Juni 2011 auch Jamie Toulon verschied.

## Stil
Aufgrund des geringen Durchschnittsalters der Bandmitglieder schrieb Steve Huey von Allmusic, dass Old Skull eine Hardcore-Punk-Antwort auf die Gruppe The Shaggs oder auch Jordy sei. Fast wenn nicht sogar alle Lieder seien von Vern Toulon geschrieben worden. Get outta School behandele Themen wie AIDS oder spreche sich in Liedern wie Homeless gegen Ronald Reagan aus oder biete einfach nur görenhafte Schimpftiraden. Auf C.I.A. Drug Fest thematisiere die Band unter anderem die Ermordung eines Pizzalieferanten und sang eine nicht jugendfreie Version von Mary Had a Little Lamb.

## Diskografie
- 1989: Get outta School (Album, Restless Records)
- 1992: C.I.A. Drug Fest (Album, Restless Records)